# Endecatomus lanatus
Endecatomus lanatus is een keversoort uit de familie Endecatomidae. De wetenschappelijke naam van de soort is voor het eerst geldig gepubliceerd in 1934 door Lesne.